# Třemšín
Třemšín är ett berg i Tjeckien.   Det ligger i regionen Mellersta Böhmen, i den centrala delen av landet, 70 km sydväst om huvudstaden Prag. Toppen på Třemšín är 827 meter över havet, eller 146 meter över den omgivande terrängen. Bredden vid basen är 11,8 km.
Terrängen runt Třemšín är platt åt sydost, men åt nordväst är den kuperad. Runt Třemšín är det ganska glesbefolkat, med 31 invånare per kvadratkilometer. Närmaste större samhälle är Rožmitál pod Třemšínem, 7,4 km nordost om Třemšín. I omgivningarna runt Třemšín växer i huvudsak blandskog.